# Immigration arabe au Brésil
Les immigrants arabes et assyriens installés au Brésil arrivèrent d'origines variées : Syrie, Liban, Irak, Palestine, Égypte. Ils étaient donc constitués de peuples sensiblement différents, mais qui partageaient des fondements communs tels que la langue (toutefois parlée sous forme de dialectes dérivés de l'arabe) et la culture.
Les peuples arabes émigrèrent surtout pour des raisons religieuses et socioéconomiques liées à l'organisation foncière de leurs pays d'origine.

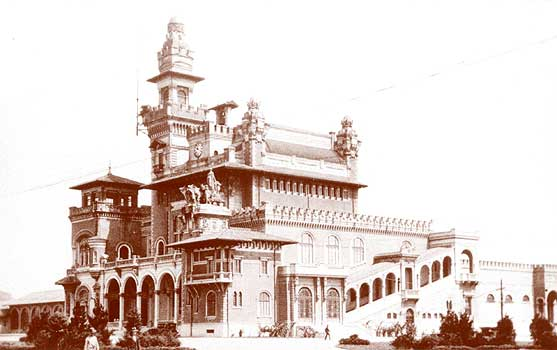
Palácio das Indústrias, érigé par des Libanais.

## Causes de l'émigration
Au début du XIXe siècle, le premier grand groupe de culture arabe à s'installer au Brésil est composé de juifs du Levant et du Maghreb. Puis, l'arrivée des centaines de familles de juifs marocains a suivi s'est établi à Rio de Janeiro et Belém. Contrairement à la première vague, on sait que la cause de leur émigration était le contexte dans leur pays d'origine. Bien que la guerre hispano-marocaine de 1859 ait pu l'accélerer, leur départ est dû aux conséquences de la diminution d'opportunités économiques. En effet, les marchands musulmans devenaient de plus en plus xénophobes et pourvus de ressentiment à leur égard pour leurs liens commerciaux avec les Français.
Dans l'Empire ottoman de confession musulmane, les communautés chrétiennes de Syrie, du Liban et d'Égypte étaient non seulement persécutées, mais subissaient aussi de sévères tourments de la part des Turcs. Les exemples ne manquent pas à cet égard : massacres de 1860, extension du service militaire obligatoire pour les chrétiens en 1909 ou la condition de citoyens de seconde zone dans l'Empire.
Le contingent d'immigrants le plus important était donc composé de chrétiens arrivant surtout du Liban et de Syrie ; en bien moindre proportion d'autres lieux arabes de l'ancien Empire ottoman tels que la Palestine, l'Égypte, la Jordanie ou l'Irak.
À côté du problème religieux, le manque de terre a aussi été un facteur important d'émigration. La propriété de petits terrains de terre arable familiaux commençait à sentir les limites de la division entre descendants, quand le morcellement arrivait au point de ne plus suffire à l'existence des nouvelles familles créées. Face à cette réalité, la population pauvre devait se trouver des conditions de survie.

## La migration

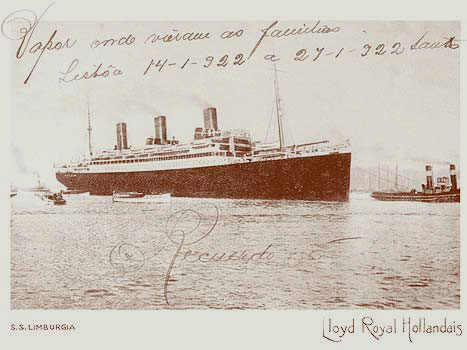

À partir de Beyrouth et Tripoli, commençait le long voyage vers des conditions de vie espérées meilleures. Des compagnies de navigation grecques, italiennes ou françaises emmenaient les candidats à l'aventure pour la survie vers d'autres ports de la Méditerranée comme Gênes ou Marseille, où ils pouvaient attendre plusieurs mois une connexion qui les menât à bon port, vers l'Atlantique sud (Rio, Santos ou Buenos Aires) ou nord. Beaucoup d'émigrants avaient pour objectif les États-Unis, mais finissaient au Brésil ou en Argentine, trompés par les compagnies les transportant.
Entre 1871 et 1900, 5 400 personnes abordaient au Brésil, amenant avec elles leurs différences culturelles. La majorité d'entre elles se dirigea vers l'État de São Paulo, un nombre moindre vers celui de Rio de Janeiro et le Minas Gerais, et en proportion encore inférieure vers le Rio Grande do Sul et Bahia. Jusqu'en 1920, plus de 87 000 immigrants arabes étaient entrés au Brésil, l'État de São Paulo en recevant 40 %.
Après les années 1970, des Libanais musulmans émigrent au Brésil, la population musulmane du Brésil de 27 939  personnes est principalement d'origine libanaise et palestinienne.
| État              | 1920   | 1940   |
| ----------------- | ------ | ------ |
| Brésil            | 50.337 | 48.970 |
| São Paulo         | 19.285 | 24.084 |
| Rio de Janeiro    | 9.321  | 9.051  |
| Minas Gerais      | 8.684  | 5.902  |
| Rio Grande do Sul | 2.656  | 1.093  |

## L'installation dans le pays

### Les premiers pas
Débarqués dans les ports de Rio ou Santos, les premiers immigrants se tournèrent vers le commerce. Pauvres, les Arabes choisirent rarement le travail agricole, qui générait une population rurale miséreuse et dont ils rejetaient le système de subordination aux propriétaires terriens. Dans les années 1930, ils se concentrèrent dans les districts de Sé et de Santa Ifigênia de la ville de São Paulo (entre les rues 25 de Março, da Cantareira et l'Avenida do Estado) ; à Rio de Janeiro, le même processus de concentration se produisit dans les zones autour des rues da Alfândega, José Maurício et Buenos Aires.
Quand les Arabes arrivèrent, il y avait déjà des marchands ambulants portugais et italiens, tant à São Paulo qu'à Rio. Cependant, cette activité devint la caractéristique de l'immigration arabe.
Dans les premiers temps de leur activité dans les localités de l'arrière-pays et dans les propriétés (fazendas) de café, ils ne transportaient avec eux que de menus objets et quelques pacotilles. Mais au fil du temps et de l'augmentation de leur capital, ils commencèrent à offrir aussi des tissus, des draps, des vêtements prêts à être portés entre autres marchandises. En fonction de leurs gains, ils embauchaient un aide ou achetaient un véhicule, premier pas avant l'installation d'un établissement commercial et l'industrie.

### La prospérité
En 1901, la capitale pauliste (de l'État de São Paulo) comptait déjà plus de cinq cents établissements commerciaux. Sept ans plus tard, un recensement indiquait que 80 % des entreprises syriennes et libanaises étaient des magasins de vente de tissus au détail et des bazars. Le déclenchement de la Première Guerre mondiale augmenta les profits du commerce et de l'industrie avec l'interruption de l'importation de produits européens. 
À São Paulo et Rio de Janeiro, le commerce arabe a donné un caractère populaire au paysage de certains quartiers.
Le succès le plus visible des immigrants arabes fut leur entrée dans le secteur industriel, qui se fit essentiellement dans les deux premières décennies du XXe siècle, quand commença le processus de substitution des importations par le biais de l'industrialisation nationale. Un exemple significatif est l'ascension de la famille Jafet.

## La famille Jafet
Nami Jafet émigra en 1893 alors qu'il avait déjà 33 ans. Il était diplômé de l'Université américaine de Beyrouth, où il avait travaillé dix ans comme professeur. Il avait publié en 1886 un livre sur les mathématiques. Son départ du Liban est dû à une discussion philosophique et religieuse sur la thèse darwiniste de l'évolution des espèces. En 1897 il ouvrit une maison de commerce. La « Fiação, Tecelagem e Estamparia Jafet S.A. », fut créée en 1907. Les tissus fabriqués là, le calicot « Beirute », la cotonnade « Sultão » et le tissu à carreaux « Jafet » avaient un succès fou dans les mains des marchands ambulants Syriens et Libanais dans l'arrière-pays. Avec la Première Guerre mondiale, la fortune de la famille Jafet se démultiplia. 
Il fut le fondateur de l'Église chrétienne orthodoxe du Brésil, chef du Sénat religieux et un des grands défenseurs de l'idée de Grande Syrie, c'est-à-dire l'union du Liban à la Syrie.

## Vie socioculturelle

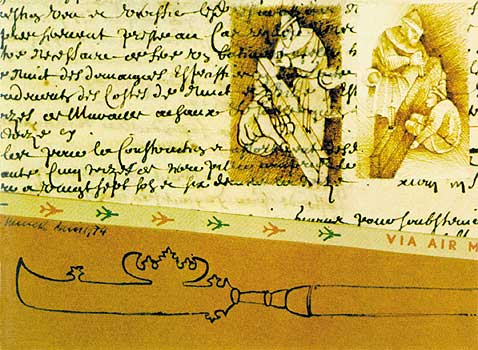

Les origines religieuse et régionale furent les axes de composition de la vie sociale de la communauté syro-libanaise. Les différences religieuses entre ces immigrants ont eu une forte influence sur la formation des réseaux d'associations de commerçants, religieuses, culturelles et de bienfaisance.

### Associations religieuses
À São Paulo, la communauté maronite réalise ses célébrations depuis 1890. La première église fut érigée dans le Parc Dom Pedro, à proximité de la rue 25 de Março, et fut démolie lors d'un réaménagement urbanistique de la ville. En 1897, les Églises orthodoxe et melkite étaient déjà présentes.
Ce fut en 1942 que la Société de bienfaisance musulmane posa la première pierre de sa mosquée, Avenida do Estado. Cette initiative tardive s'explique par la taille réduite de la communauté musulmane : pas plus de 3 053 membres, parmi lesquels 1 393 à São Paulo et 767 à Rio, d'après le Recensement de 1940.

### Mouvement associatif
Les mouvements associatifs fonctionnaient sur des bases religieuses et d'origine des immigrants, ce qui explique en grande partie les divisions dans la colonie syro-libanaise, rendant impossible la création d'une organisation qui représente toute la communauté. Les rivalités familiales exacerbaient aussi les tensions.
Après 1903, étaient identifiées à São Paulo quatre associations, et à Rio, trois, outre la Société Saint Nicolas, de la Fraternité Maronite et la Société Patriotique de Homs. Ces chiffres augmentèrent, jusqu'à atteindre celui de cent-vingt et une organisations dans la ville de São Paulo, et soixante autres à l'intérieur de l'État.

### Presse
Les publications se multiplièrent, en relation aux différences religieuses et aux rivalités entre les groupes. Entre 1895 et 1971 cent-soixante périodiques furent publiés pour les syro-libanais. Il y avait en 1971 à São Paulo : un journal bi-hebdomadaire ; trois hebdomadaires ; trois mensuels ; une librairie spécialisée ouverte en 1902 ; quatorze imprimeries spécialisées.

### Enseignement
Les syro-libanais avaient déjà en 1897 une École Syro-française (Maronite) à São Paulo. Dans les années qui suivirent, furent fondés dans le capitale paulista Le Lycée Oriental (1912), le Collège Syro-Brésilien (1917), le Collège Moderne Syrien (1919) et le Lycée São Miguel (1922). À Rio de Janeiro, l'École du Cèdre du Liban fut fondée en 1935, et, à Campos, l'École arabe.

## Influence arabe
Le kibbé (kibe, au Brésil) et le tabboulé (tabule) sont des éléments populaires de l'alimentation brésilienne.
De nombreux intellectuels d'origine arabe animent la vie socioculturelle brésilienne, comme le fondateur, en 1986, du fameux dictionnaire de la langue portugaise, le philologue Antonio Houaiss (1915-1999).
Dans la vie politique, après la fin de l'Estado Novo (1937-45), les membres de la colonie syro-libanaise commencèrent à « entrer » en politique d'une manière significative, les amenant à une surreprésentation politique essentiellement dans les partis à caractère conservateur ou populiste.
- Paulo Maluf, politicien
- Fawzi al Ma'luf, écrivain et poète
- Beatriz Haddad Maia, joueuse de tennis
- Arnaldo Jabor, écrivain
- Ibrahim Abi-Ackel, ministre
- Milton Hatoum, écrivain
- Sabrina Sato Rahal, top model et actrice
- Luciana Gimenez Morad, top model
- Daniella Sarahyba, top model
- Rafael Leitão,  joueur d'échecs, Grand maître international
- Adib Domingos Jatene, médecin
- Amyr Klink, explorateur marin et écrivain.
- Malu Mader, actrice
- Anthony Garotinho, politicien
- Edmond Safra, banquier
- Marcelle Bittar, top model
- Tony Kanaan, Pilote d'IndyCar
- Felipe Nasr, Pilote de Formule 1
- Mário Zagallo, joueur et entraîneur de football en partie d'origine libanaise, né en Alagoas
- Branco, footballeur en partie d'origine libanaise, né au Rio Grande do Sul
- Carlos Ghosn, industriel et ancien PDG de l'Alliance Renault-Nissan d'origine libanaise
- Fagner, chanteur et compositeur
- Paula Abdul, chanteuse chorégraphe américaine née de père brésilien d'origine syrienne
- Michel Temer, 37e président du Brésil d'origine libanaise
- Beto Carrero, artiste et homme d'affaires brésilien, créateur du parc Beto Carrero World